# Geheimakte W.B.1
Pour plus de détails, voir Fiche technique et Distribution.
Geheimakte W.B.1 est un film dramatique allemand de 1942, réalisé par Herbert Selpin et mettant en vedette Alexander Golling, Eva Immermann et Richard Häussler. Le film met en scène Wilhelm Bauer et son travail sur le développement du sous-marin. Il est basé sur le roman Der Eiserne Seehund de Hans Arthur Thies.

## Distribution
- Alexander Golling : Wilhelm Bauer
- Eva Immermann : Sophie Hösly
- Richard Häussler : le grand-prince Konstantin
- Herbert Hübner : l’amiral Brommy
- Wilhelm P. Krüger : le père Hösly
- Günther Lüders : le constructeur naval Karl Hösly
- Willi Rose : le maître d'ouvrage Schultze
- Gustav Waldau : le roi Maximilien
- Justus Paris : président du tribunal
- Theo Shall : Mr. Wood
- Walter Holten : général
- Andrews Engelmann : l’intrigant russe Trotsky
- Karl Meixner : sénateur
- Viktor Afritsch : von Klamm
- Albert Arid : officier de la garde portuaire russe
- Karl Hanft : Tony
- Michl Lang : Oberhofen
- Richard Ludwig : major de la garde russe
- Philipp Manning : Holm
- Friedrich Ulmer : Dr. Hoffmann
- Paul Wagner : compagnon du roi Maximilien
- Aruth Wartan : Kenwolsky
- Dolf Zenzen : compagnon de Trotsky à la cour bavaroise

## Production
Geheimakte W.B. 1 (W.B. sont les initiales de Wilhelm Bauer) a été tourné du 26 juillet à la fin novembre 1941 dans les studios de Bavaria Film à Munich. Il y avait là un grand bassin d’eau dans lequel on pouvait tourner de nombreuses scènes pour des films sur la mer. Les prises de vue extérieures ont été réalisées sur le lac Chiemsee et à Putbus sur l'île de Rügen. L'avant-première a eu lieu le 23 janvier 1942 à l'Ufa-Palast à Munich. La première berlinoise eut lieu un peu plus tard, le 3 février 1942 à l'Ufa-Palast am Zoo et au théâtre de Weißensee. À Vienne, le film a été diffusé le 19 février 1942.

## Réception critique
« Illustrée de représentations graphiques et de diapositives, avec un commentaire d’élève, la bande était parfois un sujet éducatif pas toujours passionnant. (...) Un livret fort de conviction (...) fourni par Herbert Selpin et Walter Zerlett-Olfenius. »

Paimann’s Filmlisten a résumé le film ainsi : 

« L’action biographique-ballade est, malgré l’absence de conflit au sens habituel du terme, intéressante et passionnante. Les concepteurs ont fait preuve d’une même main heureuse dans la conduite des acteurs et les caractéristiques temporelles et n’ont mis en danger l’uniformité des dialogues qu’en raison de la diversité inutile des dialectes. La présentation est tout à fait réussie d’un point de vue historique et technique, la photographie et le son sont soignés. »